# Míriam Ungría
Míriam Ungría, nombrada bajo la monarquía hachemí Maryam Al Ghazi de Jordania  (n. Miriam Ungría y López; Madrid, 2 de septiembre de 1963), es una joyera, diseñadora de joyas y aristócrata española, viuda del príncipe Kardam de Bulgaria y desde finales de 2022 princesa de Jordania por su matrimonio con el príncipe Ghazi bin Muhammad de Jordania.

## Biografía
Miriam Ungría y López nació en 1963 en Madrid, hija de Bernardo Ungría y Goiburu y María del Carmen López y Oleaga, de origen vasco. Cursó la carrera de Historia y Geografía en la Universidad Complutense de Madrid, con especialización en la Historia del Arte. También realizó estudios avanzados en Gemología y Fabricación y Diseño de Joyas en el Centro de Gemología y Joyería de la Universidad de Oviedo.

### Trayectoria profesional
En 1991 lanzó su primera colección de joyas y fundó la Asociación Española de Tasadores de Joyería, de la que fue presidenta.
En 2000 se incorporó a Carrera y Carrera como directora de Alta Joyería, y en julio de 2002 lanzó en Nueva York la colección Garden of Roses.
En 2014 lanzó su propia línea de joyería, MdeU, y en 2017, con el apoyo de miembros de la familia real jordana, inauguró una exposición de joyas y piezas de su marca en la Galería Nacional de Bellas Artes de Jordania.
En febrero de 2017 presentó por primera vez sus colecciones de diseño de joyas en Bulgaria (dos años después de abandonar la línea de sucesión búlgara tras el fallecimiento del príncipe Kardam), con una exposición de tres días titulada Miriam de Ungría: Exquisite Touch en el hotel Radisson Blu de Sofía.

### Princesa de Tírnovo (casa real búlgara)
El 11 de julio de 1996 Miriam contrajo matrimonio con Kardam (también nacido en Madrid), hijo mayor de Simeón de Bulgaria y Margarita Gómez-Acebo y Cejuela, y por tanto pretendiente heredero al actualmente inexistente trono de Bulgaria. Como es costumbre en la dinastía búlgara, la ceremonia se realizó en el rito ortodoxo oriental, y tuvo lugar en la catedral ortodoxa griega de los Santos Andrés y Demetrio, en Madrid. Su vestido de bodas se encuentra actualmente exhibido en el Museo del Traje de Madrid. Con su matrimonio, Miriam se convirtió en miembro de la casa real búlgara, asumiendo los títulos de princesa de Tarnovo (o Tírnovo) y duquesa de Sajonia.
El 15 de agosto de 2008 la pareja estuvo implicada en un grave accidente de tráfico en El Molar. Miriam fue ingresada en el Hospital Universitario La Paz, mientras que su marido sufrió graves lesiones cerebrales (permaneciendo en coma durante un tiempo)y nunca se recuperó del todo, falleciendo en 2015 por una infección pulmonar relacionada con las secuelas del accidente.
Tras el fallecimiento de su marido, conservó el título de princesa (viuda) de Tírnovo, residiendo en South Kensington (Westminster, Londres). La pareja tuvo dos hijos, los príncipes Boris (actual pretendiente heredero al trono búlgaro) y Beltrán.

### Princesa de Jordania
El 3 de septiembre de 2022 Miriam contrajo matrimonio con el príncipe Ghazi bin Muhammad de Jordania, primo del rey Abdalá II, convirtiéndose en la princesa Maryam al-Gazhi de Jordania, y por tanto en miembro de la familia real jordana (dinastía hachemí). La ceremonia tuvo lugar en el Palacio de Raghadan, en Amán. Aunque no se ha convertido al islam (manteniendo la fe cristiana-ortodoxa), su nombre y apellidos han sido modificados dentro de la corte hachemí, siendo adaptados al árabe como es costumbre en dicha corte.

## Títulos y tratamientos
| ● 2 de septiembre de 1963-11 de julio de 1996: | Doña Miriam Ungría y López                                |
| ● 11 de julio de 1996-7 de abril de 2015:      | Su alteza real la princesa de Tírnovo, duquesa de Sajonia |
| ● 7 de abril de 2015-3 de septiembre de 2022:  | Su alteza real la princesa viuda de Tírnovo               |
| ● 3 de septiembre de 2022-presente:            | Su alteza real la princesa Maryam al-Gazhi de Jordania    |

## Distinciones honoríficas
- Dama Gran Cruz de la Orden de la Reina Santa Isabel (Casa de Braganza).